# Tyuleniy Point
Der Tyuleniy Point (russisch Мыс Тюлений Mys Tjuleni, deutsch ‚Robbenkap‘) ist eine Landspitze an der Prinzessin-Astrid-Küste des ostantarktischen Königin-Maud-Lands. Sie liegt 800 m westlich der Ozhidaniya Cove an der Nordseite der Schirmacher-Oase.
Erste Luftaufnahmen entstanden bei der Deutschen Antarktischen Expedition 1938/39 unter der Leitung des Polarforschers Alfred Ritscher. Sowjetische Wissenschaftler kartierten sie 1961 und gaben ihr ihren Namen. Das Advisory Committee on Antarctic Names übertrug diese 1970 in einer angepassten Teilübersetzung ins Englische.